# Deutscher Medienpreis
Der Deutsche Medienpreis war eine Auszeichnung, die von 1992 bis 2016 jährlich von Media Control, einem Unternehmen für Marktstatistiken (Verkaufscharts), verliehen wurde. Die Verleihung fand in Baden-Baden, dem Sitz des Unternehmens, vor rund 200 geladenen prominenten Gästen statt. Karlheinz Kögel stiftete den Medienpreis, um Persönlichkeiten des öffentlichen Lebens zu ehren.
Eine Jury, bestehend aus Chefredakteuren führender Zeitungen und Zeitschriften, entscheidet über den Preisträger.
Die FAZ bezeichnete das Auswahlverfahren der Preisträger als „intransparent“. Die undotierte Auszeichnung für „Verdienste um Soziales und den Weltfrieden“ wäre nach Darstellung des Manager Magazins  „keiner Erwähnung wert“, hätte Stifter und Reiseunternehmer Kögel „sie nicht zur schillerndsten Trophäe des Landes hochgejazzt“. Preisträger Bill Clinton, der den Preis ursprünglich nicht persönlich entgegennehmen wollte, wurde von Kögel schließlich solange überredet, bis er doch zusagte. Seitdem besteht zwischen beiden eine „Buddy-Verbindung“, bei der sie einander nützlich sind. Die teure Verleihungsgala stärkte also Kögels Netzwerk (Plätze waren auch für Manager aus der Reisebranche reserviert) und verschaffte ihm ersehnte Achtung.
Der Preis ist eine handgeformte, bemalte Keramikfigur auf einem blauen brasilianischen Marmorsockel. Die von dem seit 1972 in Deutschland lebenden Schweizer Künstler Roland Junker geschaffene Skulptur erhält jedes Jahr andere Farben und wird von der Staatlichen Majolika-Manufaktur Karlsruhe gefertigt.

## Liste der Preisträger und Laudatoren
| Jahr | Preisträger                                                     | Laudator                             |
| ---- | --------------------------------------------------------------- | ------------------------------------ |
| 1992 | Helmut Thoma                                                    | Thomas Gottschalk                    |
| 1993 | Helmut Kohl                                                     | Jens Feddersen                       |
| 1994 | François Mitterrand                                             | Helmut Kohl                          |
| 1995 | Jassir Arafat und postum Jitzchak Rabin                         | Klaus Kinkel                         |
| 1996 | Boris Jelzin                                                    | Helmut Kohl                          |
| 1997 | König Hussein von Jordanien                                     | Roman Herzog                         |
| 1998 | Nelson Mandela                                                  | Jürgen Schrempp                      |
| 1999 | Bill Clinton                                                    | Karlheinz Kögel                      |
| 2000 | Gerhard Schröder                                                | Frank Schirrmacher                   |
| 2001 | Rudy Giuliani                                                   | Thomas Middelhoff                    |
| 2002 | Königin Silvia von Schweden und Königin Rania von Jordanien     | Liz Mohn und Sabine Christiansen     |
| 2003 | Kofi Annan                                                      | Wolfgang Thierse                     |
| 2004 | Hillary Clinton                                                 | Angela Merkel                        |
| 2005 | Bono                                                            | Joschka Fischer                      |
| 2006 | König Juan Carlos                                               | Plácido Domingo                      |
| 2007 | Steffi Graf und Andre Agassi                                    | Dieter Zetsche und Thomas Middelhoff |
| 2008 | Dalai Lama                                                      | Roland Koch                          |
| 2009 | Angela Merkel                                                   | Anna Netrebko                        |
| 2010 | Sir Richard Branson                                             | Guido Westerwelle                    |
| 2011 | Sakena Yacoobi, Mitri Raheb, Stanislaw Petrow und Denis Mukwege | Roman Herzog                         |
| 2012 | George Clooney                                                  | Ursula von der Leyen                 |
| 2013 | Königin Máxima der Niederlande                                  | Daniela Schadt                       |
| 2014 | Joachim Löw                                                     | Peter Altmaier                       |
| 2015 | Ban Ki-moon                                                     | Christian Wulff                      |
| 2016 | Barack Obama                                                    | Joachim Gauck                        |